# Jakub Jarosz

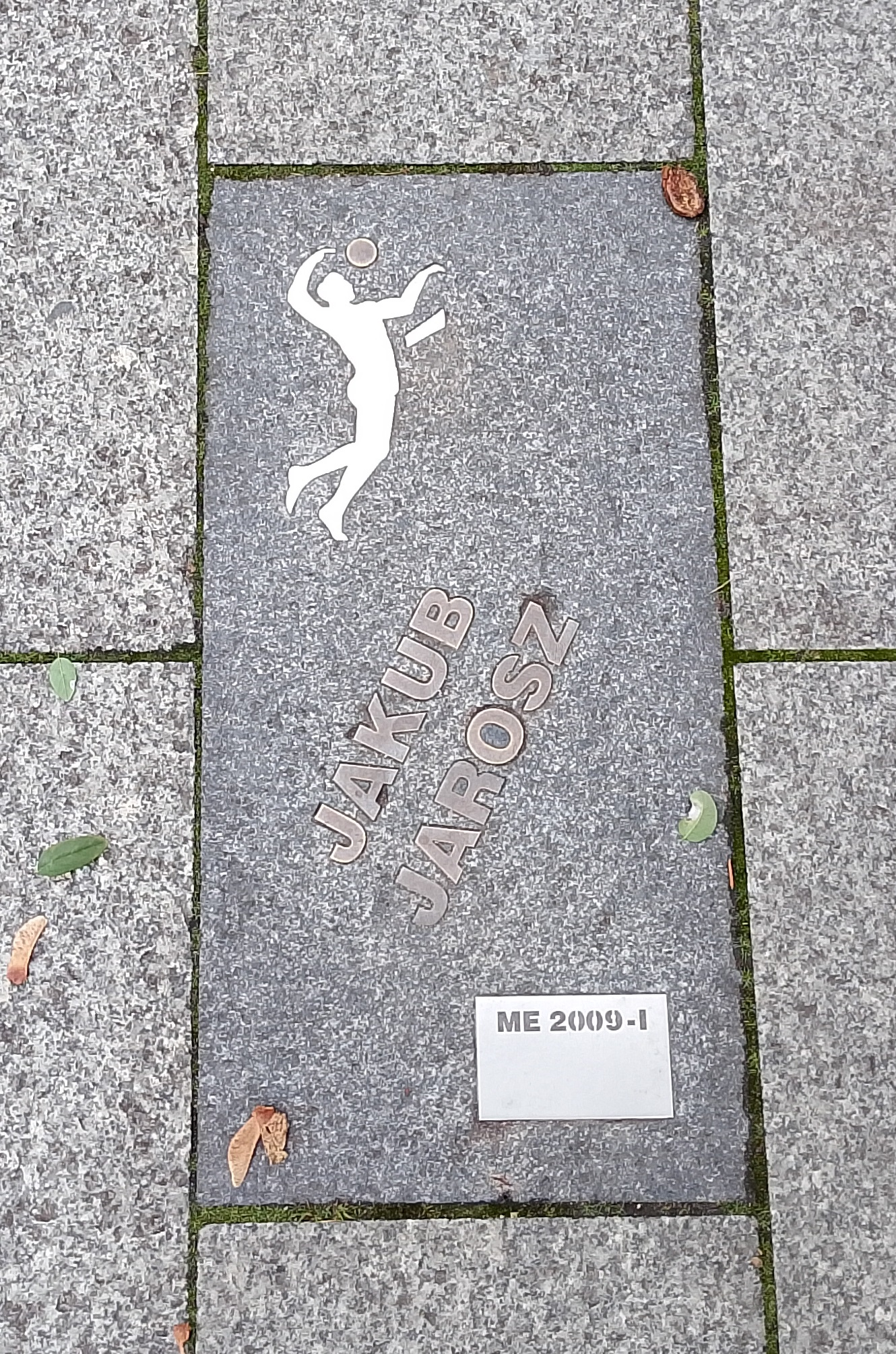
Tablica Jakuba Jarosza w Siatkarskiej Alei Gwiazd w Bełchatowie

Jakub Jarosz (ur. 10 lutego 1987 w Nysie) – polski siatkarz, grający na pozycji atakującego, reprezentant Polski. 
Gdy przeprowadził się wraz z rodzicami do Wrocławia chodził do szkoły podstawowej o profilu pływackim. Za namową dziadka Zbigniewa zaczął trenować siatkówkę.
14 września 2009 za wybitne osiągnięcia sportowe, Prezydent Rzeczypospolitej Polskiej Lech Kaczyński nadał zawodnikowi Krzyż Kawalerski Orderu Odrodzenia Polski.
W reprezentacji Polski rozegrał 142 mecze.
Do 28. kolejki PlusLigi (2024/2025) na boiskach PlusLigi rozegrał 16 sezonów, zagrał 404 meczów i zdobył 5329 punktów. Po ukończonym sezonie 2024/2025 postanowił zakończyć karierę siatkarską.

## Rodzina
Jest synem Macieja Jarosza, byłego siatkarza i trenera. Jego ojciec grał w 1980 roku na Igrzyskach Olimpijskich w Moskwie oraz został trzykrotnym wicemistrzem Europy w 1977, 1979 i 1981 roku. Jest wnukiem Zbigniewa Jarosza, siatkarza i reprezentanta Polski w siatkówce oraz dziesięciokrotnego Komandora samochodowego Rajdu Polski. Babcia Maria Jarosz, z d. Ronczewska była rekordzistką i medalistką mistrzostw Polski w pływaniu. Ma brata Marcina, który również jest siatkarzem. Żonaty z Agnieszką Trzcińską, z którą wziął ślub 12 maja 2012. 26 sierpnia 2013 urodził się jego syn Kacper. Ma jeszcze drugiego syna o imieniu Leon, który bardzo interesuje się siatkówką.

## Sukcesy klubowe
Mistrzostwa Polski Młodzików:
- 2001

Mistrzostwa Polski Juniorów:
- 2004
- 2005

Puchar Polski:
- 2009

Liga polska:
- 2009
- 2011

Puchar CEV:
- 2011, 2013

Liga katarska:
- 2017

## Sukcesy reprezentacyjne
Mistrzostwa Europy Kadetów:
- 2005

Mistrzostwa Europy:
- 2009
- 2011

Liga Światowa:
- 2012
- 2011

Puchar Świata:
- 2011

## Nagrody indywidualne
- 2005: MVP turnieju finałowego Mistrzostw Europy Kadetów

## Statystyki zawodnika
| Impreza                                | Punkty z ataku | Punkty z bloku | Asy serwisowe | Suma |
| Liga Światowa 2009                     | 99             | 10             | 10            | 119  |
| Kwalifikacje do Mistrzostw Świata 2010 | 23             | 1              | 1             | 25   |
| Puchar Wielkich Mistrzów 2009          | 59             | 3              | 5             | 67   |
| Liga Światowa 2010                     | 115            | 7              | 7             | 129  |
| Liga Światowa 2011                     | 52             | 2              | 6             | 60   |
| Mistrzostwa Europy 2011                | 60             | 3              | 7             | 70   |
| Puchar Świata 2011                     | 45             | 5              | 11            | 61   |
| Liga Światowa 2012                     | 52             | 4              | 7             | 63   |
| Memoriał Huberta Wagnera 2012          | 13             |                | 2             | 15   |
| Igrzyska Olimpijskie 2012              | 12             |                | 4             | 16   |
| Liga Światowa 2013                     | 61             | 4              | 7             | 72   |